# Schönburg-Hartensteinové
Schönburg-Hartensteinové pocházejí z povodí Sály z jihu Saska-Anhaltska z rodu Schönburg, následně se usadili v saském Podkrušnohoří.

## Historie
Rod Schönburg se rozdělil do několika linií. V roce 1700 získali titul říšských hrabat. V roce 1790 získal Otto Karl Friedrich Schönburg (1759–1800) knížecí titul. Vlastnil statky Glauchau, Hartenstein, Lichtenstein, Stein a Waldenburg. V roce 1811 získal Heinrich Eduard Schönburg (1787–1872) inkolát v Čechách. Na základě tohoto práva koupil Černovice, Červenou Lhotu, Hojovice, Chválkov a na Moravě zakoupil Staré Brno, Královo Pole. V roce 1840 založil linii Schönburg-Hartenstein. Po jeho smrti převzal majetek Alexander kníže Schönburg-Hartenstein (1826–1896), který působil v diplomatických službách. Také jeho syn Johan kníže Schönburg-Hartenstein (1864–1937) působil v diplomatických službách.